# Río Gualeguaychú
Río Gualeguaychú är ett vattendrag i Argentina.   Det ligger i provinsen Entre Ríos, i den centrala delen av landet, 170 km norr om huvudstaden Buenos Aires, och mynnar ut i Rio Uruguay. 
Omgivningen kring Río Gualeguaychú är mycket glesbefolkad, med 5 invånare per kvadratkilometer.